# Чонос
Чонос (монг. чонос, бур. шоно) — один из древнейших родов монголов. Представителей этого рода можно встретить в Монголии, в Российской Федерации (в Калмыкии, Бурятии, Иркутской области, Усть-Ордынском Бурятском округе), в КНР (в автономном регионе Внутренняя Монголия).

## Этноним и происхождение рода
Чонос, также чинос, шонос, шинос и шонод (множественное число), в единственном числе — монг. чоно (волк) с различных диалектов монгольского языка переводится как «волки». Появление родового названия чонос напрямую связано с существованием тотема волка у древних монголов.
Этнонимы со значением «волк» в монгольской среде имеют широкое распространение. Одно из ранних упоминаний монгольского этнонима чино связано с сяньбийскими Чину, составлявших один из аймаков Сяньби. О связи современных чиносцев с сяньбийскими чину пишут Б. З. Нанзатов, Д. Д. Нимаев, Г. Сухбаатар.
Как полагают, монгольский род чонос ведёт своё происхождение от кагана жужаней Чоуну. Представители рода чино (буртэ-чино) считаются потомками жужаней, переселившихся на территорию Эргунэ-куна, прародины монголов. Род чино (нукуз) был основным в составе дарлекинов. Крону родословного древа, образовавшегося от рода чино, составляют нирунские роды и племена: кияты, борджигины и другие. Дарлекины и нируны представляли собой два ответвления коренных монголов, известных в литературе как хамаг-монголы. Имя чинос впоследствии унаследовала одна из веток борджигинов. Чиносы также представляли собой предковую группу для эхиритов (икиресов) и булагатов.
Древний этноним отражен в имени Бортэ-Чино (Буртэ-Чино), легендарного предка монгольских народов, а также в названии рода ашина, стоявшего во главе тюркютов. Имя Бортэ-Чино с монгольского буквально переводится как «сивый волк», название рода ашина — как «благородный волк». Схожее этимологическое значение имеют этноним бурят, а также названия монгольских родов борджигин и бурд.
Б. Р. Зориктуев полагает, что фактором монголоязычия прибайкальского региона послужило прибытие на эти земли древнего монгольского племени буртэ-чино. Согласно В. В. Ушницкому, в эпизоде супружеского союза Добун-Мэргэна и Алан-Гоа закодирован результат этнического процесса соединения буртэ-чиносцев с хори и баргутами.

## История
Упоминание рода чонос встречается как в «Сокровенном сказании монголов», так и в «Сборнике летописей» Рашида ад-Дина. По письменным источникам, чонос является одним из первых монгольских родов, присоединившихся к Чингисхану.
Согласно Рашид ад-Дину, род чонос является ответвлением рода Борджигин. У Чаракэ-Лингума было трое сыновей: Улукчин-Чинэ, Гэнду-Чинэ и Суркудуку-Чинэ, двое старших и дали начало роду чонос. Младший сын является отцом Амбагай-хана. Сам Чаракэ-Лингум имел следующее происхождение: Бодончар—Хабичи-баатур—Дутум-Мэнэн—Хайду—Чаракэ-лингум. Согласно «Сокровенному сказанию монголов», Хайду был внуком Мэнэн-Тудуна (Дутум-Мэнэна), сыном Хачи-хулэга (Хачи-Кулюка). Род чинос упоминается в числе нирун-монголов, произошедших от Алан-гоа.
Рашид-ад-Дин писал, что хотя род чонос произошёл из племени тайджиут, однако во время войны Чингисхана с тайджиутами они были в союзе с Чингисханом. Ветвь свою ведут от сыновей Чаракэ-Лингума, который «взял за себя жену своего брата, она родила от него двух сыновей, одного назвали Гэнду-Чинэ, а другого — Улукчин-Чинэ. Чинос является множественным числом от чинэ. Значение имени Гэнду-Чинэ — волк-самец, значение же Улукчин-Чинэ — волчица». Чоносов называли «нукуз», нукузами также называют другое племя — «дарлекин», принадлежащее к собственно монголам. Здесь подчеркивается, что это племя вышло из тех, которые «расплавили железную гору семьюдесятью мехами кузнецов», и вышли из так называемой местности Эргунэ-кун (что также соответствует некоторым легендам о происхождении рода Ашина).
Согласно «Сокровенному сказанию», после того как Джамухе удалось потеснить войска Тэмуджина в битве при Далан-Балджутах (1190), «он приказал сварить в семидесяти котлах княжичей из рода чонос». Такая жестокая казнь была связана с тем, что эхириты (среднемонг. икиресы) Мулхэ-Татаха и Боролдай будучи в ставке Джамухи предупредили Чингисхана о грядущей опасности со стороны войск Джамухи. То, что эхириты предупредили Чингисхана, объясняют родственной связью эхиритов и борджигинов. Культ родственной связи, пронизывавший все нормы морали и нравственности, был, по мнению исследователей, чуть ли не единственным побудительным мотивом в подобных ситуациях. Согласно ряду исследователей, Бортэ-Чино, предок Чингисхана, был соплеменником эхиритов. Одним из фактов, указывающих на родство Бортэ-Чино с эхиритами, является то, что имя Бортэ-Чино — аналог эхиритских родовых групп хамнай-шоно, борсой-шоно, оторшо-шоно, шубтхэй-шоно, тументэй-шоно, буга-шоно, ехэ-шоно, бага-шоно и т. д. А также то, что, по преданиям, место его происхождения — западная сторона Байкала, прародина эхиритов. Шоно (чонос) в настоящее время является одним из крупнейших эхиритских родов.
Некоторые учёные считают, что калмыцкий (ойратский) аймак (род) чонос, относящийся к монгольским народам, является выжившей ветвью далёкого рода ашина. В Калмыкии род чонос встречается только у дербетов (дервюдов, бага-дербетов, ики-дербетов) и бузавов, то есть донских калмыков (быв. станица Чоносовская). Интересным фактом является совпадение тамги тюркютского рода ашина, правившего в древности в Тюркском и Хазарском каганатах (найдена археологами при раскопках хазарских городищ) и современного ойрат-калмыцкого аймака (рода) бага-чонос, проживающего в одноимённом поселке Бага-Чонос Целинного района Республики Калмыкия, в местности, именуемой Эргени, что по-ойратски означает «круча, возвышенность». Эпоха правления западной ветви династии ашина в Хазарском каганате описана Л. Н. Гумилёвым.
Аристократы рода чонос по своему происхождению связаны с правителями родов тайджиут, артахан и сижиутов. На рубеже XII—XIII вв. чонос обитали в Хэнтэйских горах и не раз подвергались опасностям во время борьбы между Чингисханом и Джамухой. В XIV—XVI вв. чонос входили в халхаский тумен Восточной Монголии, а их правители-аристократы активно участвовали в политических делах того времени и были чрезвычайно влиятельны. Некоторые учёные считают, что из рода чонос ответвились кияты и борджигины. Большинство коренных монголов произошло из родов нохос и кият и имели родственное происхождение. Поэтому исследователи связывали борджигинов и киятов с чонос.

## Современность

### Чоносы Монголии
В настоящее время в Монголии роды чоно, чонос, чонод, чонууд, дээд (верхние) и доод (нижние) чоно, чоно долоон и чонойхон зафиксированы в сомонах Тариат, Хангай, Их-Тамир Архангайского аймака; сомонах Баян-Агт, Сайхан, Могод, Хишиг-Өндөр, Бүрэгхангай, Дашинчилэн, Гурванбулаг Булганского аймака; сомонах Чулуунхороот, Чойбалсан, Сэргэлэн Восточного аймака; сомонах Эрдэнэ-Далай, Дэлгэрхангай, Хулд, Луус, Өлзийт Средне-Гобийского аймака; сомонах Булнай, Их-Уул, Цагаанчулуут, Сонгино Завханского аймака; сомонах Тарагт, Зүүнбаян-Улаан, Сант, Баянгол, Төгрөг Убурхангайского аймака; сомонах Манлай, Номгон, Баяндалай Южно-Гобийского аймака; сомонах Зүүнбүрэн, Орхонтуул Селенгинского аймака; сомонах Өндөрширээт, Эрдэнэсант, Бүрэн Центрального аймака; сомонах Дөргөн, Эрдэнэбүрэн, Дуут, Баян-Овоо и Норовлин Кобдоского аймака. Среди бурят РФ и монголов АРВМ КНР также зафиксированы роды чоно, чонос и чонрук.
Известно, что из чоносов происходили представители монгольского рода тугчин, исполнители обряда белого знамени, хранившегося в местности Сүлдэн Хөх Толгой в хошуне Мэргэн дзасака халхаского Тушээтухановского аймака (совр. сомон Хөвсгөл Восточно-Гобийского аймака). Чоносы также были отмечены в составе монгольского рода юншиэбу (еншөөбу).
Чоносы известны в составе халха-монголов, увэр-монголов, баятов (роды чоно долоон (чоннонынхон, чонод), чоносхон), олётов (род чонойнхон), дархатов (род чонод), алтайских урянхайцев (род чоно), дербетов.
В Монголии проживают носители следующих родовых фамилий: чонос, чонос боржигин, чонос боржигон, чонос дархад, чоносууд, бага чоно, боржгин чонос, боржигин чонос, боржигон чоно, боржигон чонос, бөртө чоно, бөртэ чоно, долоон чоно, доод чоно, дунд чоно, дээд чоно, дээд чонос, их чоно, их чонос, улаан чонос, хар чоно, хар чонод, хар чонос, хөх чоно, хөх чонос, цагаан чоно, цагаан чонос, чинос, чон, чоно, чоно дархад, чоно долоон, чоно өзөөд, чонод, чоной, чонойхон, чононхон, чонохон, чонс, чонсууд, чонуд, чонус, чонууд, чонхон, шонос, шонс, шонход, шонхон. Общая численность носителей перечисленных фамилий составляет более 25 тыс. человек.
Бурд (бүрд, бүрдүүд), ещё один монгольский род, название которого связано с тотемом волка, проживает в основном в Гоби: сомонах Өргөн, Эрдэнэ, Сайхандулаан, Мандах, Хөвсгөл, Хатанбулаг, Улаанбадрах Восточно-Гобийского аймака; сомонах Өндөршил, Өлзийт Средне-Гобийского аймака; сомонах Цогтцэций, Манлай, Ханбогд Южно-Гобийского аймака; сомонах Баянчандмань, Борнуур, Батсүмбэр, Жаргалант, Цээл Центрального аймака; бурд, бурдууд — среди баятов сомонов Зүүнговь, Тэс, Хяргас, Наранбулаг, Баруунтуруун, среди дербетов (бурууд, бурд) в Улаангоме, сомонах Өлгий, Өмнөговь Убсунурского аймака и торгутов в сомоне Булган Кобдоского аймака. Бурдууд зафиксированы в составе хотонов (бурд, бурдууд) сомона Тариалан Убсунурского аймака. Среди мянгатов известны представители рода борт (бурд). Известны буруты среди халхов, чахаров и урянхайцев. Представители рода бүрд (бурат) живут в чахарских аймаках Внутренней Монголии. Род буруд известен в числе примкнувших к бурятскому племени хонгодоров.

### Буряты рода Шоно

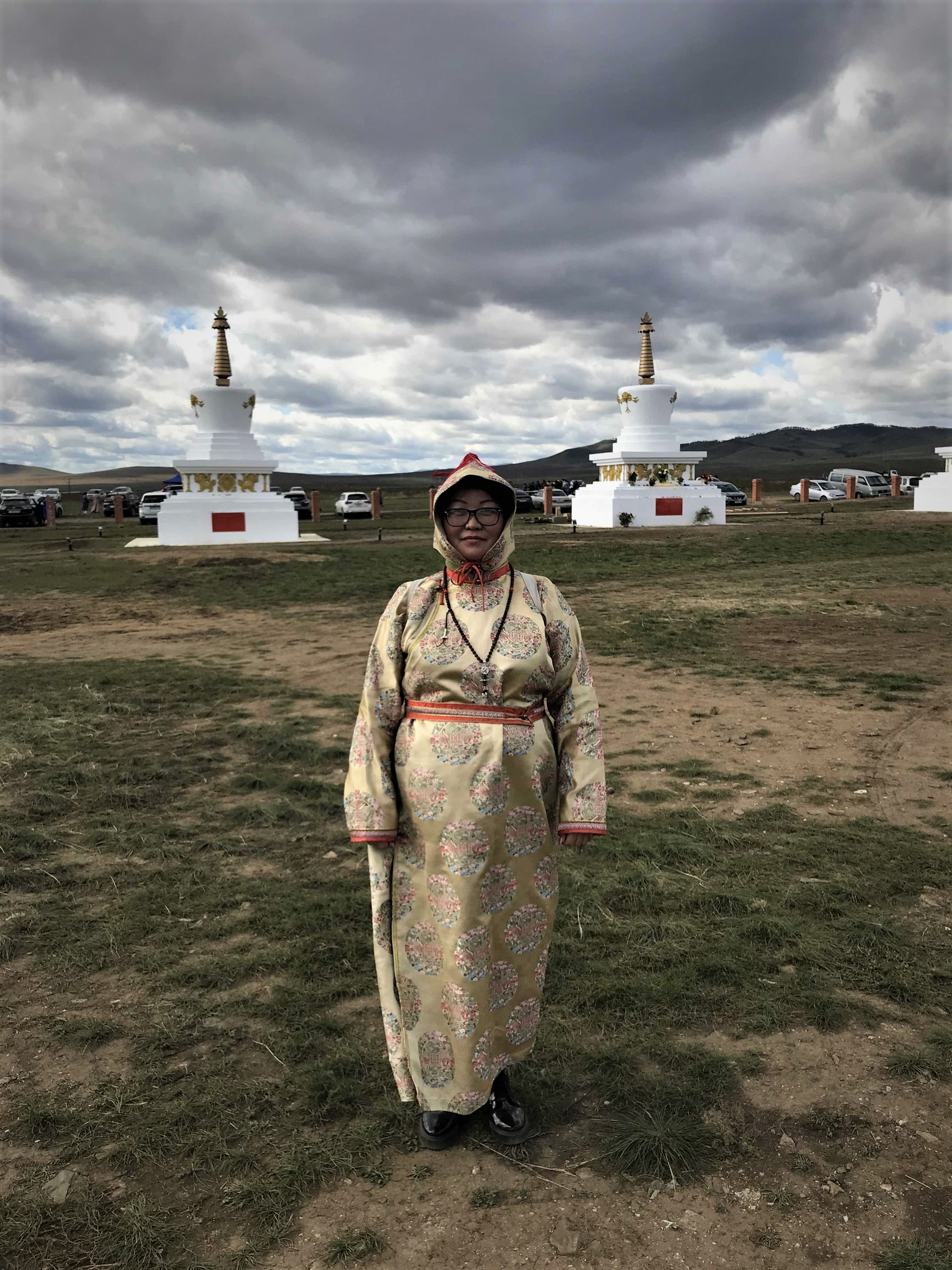
Эхиритка. Представительница рода согол-шоно.

Бурятский род шоно является одним из крупнейших родов в составе эхиритов, традиционно проживающих по соседству с булагатами. Кроме эхиритов шоно входят в состав следующих этнических групп бурят: атаганов (род шоно, чонад), ашибагатов, баргутов (род чонод), хонгодоров (род чонуд, чонод), узонов (род шоно узон), хамниган (роды шоно узон, чино-намят), хори-бурят (хухур (подрод) шоно в составе родов галзууд и сагаангууд), аларских (род шоно бурутхан), верхоленских, ольхонских, тункинских, закаменских, окинских (род шонорог), баргузинских, кударинских, селенгинских (шоно, чонад) и хоринских бурят. По версиям ряда исследователей, булагаты являются потомками племени чиносцев (чонос).
В состав эхиритского рода шоно входят ветви: хамнай-шоно, басай-шоно, борсой-шоно, бурлай-шоно, оторшо-шоно (оторши-шоно), шубтхэй-шоно (шибтүхэй-шоно, шубтэхэ-шоно, сабтуухай-шоно), тументэй-шоно (тумэнтэй-шоно), обхой-шоно, буга-шоно, ехэ-шоно, бага-шоно (бисэгэн-шоно), богол-шоно (босогол-шоно), согол-шоно (соогол-шоно), нетун-шоно (нэтуг-шоно), таанууд-шоно, балтай-шоно, эмхэнууд, заяахай, ураг стаариг, хайтал, адаг-шоно, гильбира (гэльбэрэ), янгажин, баянгол, абазай, цоогол абазай, баяндай-шоно, хэнгэлдэр-шоно, олзон, аадаг-хамнай-шоно, харал-шоно, хонхо-шоно, онходой-шоно, боро-шоно, улан-шоно, уха-шоно, яртага, хаядул, зуhэдээ-шоно (зухэдэй-шоно, зуhэдэй-шоно), хурэн, найрай, бага-орла (бага-шоно), сочуль (соогол), хайтель (хайтал), сборный, галзутх (галзут).
В летописи «История возникновения шести селенгинских родов» упоминаются десятки шоно, которые были объединены в отоки-роды. В первый оток Шоно (Чонорудский) эхиритского аймака входило три десятка: гильбиринская «десятка» шоно, абзайская «десятка» шоно, харганатская «десятка» шоно; второй оток Шоно включал в себя удунгинских и баянгольских эхиритов. Род шоно иволгинских бурят представлен подродами: хамнай-шоно, согол-шоно, борсой-шоно, найрай. Согол-шоно в свою очередь представлен ветвью адаг-шоно. Хамнай-шоно представлен поколением дунууд, борсой-шоно — поколением буянтай.

### Чоносы Калмыкии
В настоящее время в Калмыкии можно встретить такие подразделения рода, как ики-чонос, бага-чонос, шарнут-чонос. Впоследствии многие подразделения рода чонос в Калмыкии получили собственные названия, как, например, название арвана Ахнуд Ики-Тугтуновского аймака Ики-Дербетовского улуса из рода чонос. В Калмыкии роды чоносов встречаются в составе субэтноса калмыцкого народа дөрвд (дербет) — ики-дербетов, бага-дербетов, бузавов и проживают на территории Целинного (ики-чоносы, бага-чоносы), Сарпинского (шарнут-чоносы), Малодербетовского (му-чоносы, сян-чоносы), Городовиковского (ахнуд-чоносы) и Яшалтинского (чоносы) районов.
В составе дербетов-зюнов известны роды: ики-чонос, бага-чонос, шарнут-чонос. В составе дербетов-шабинеров известны бяргяс-чонос, му-чонос. По происхождению бяргяс-чоносы относятся к ики-чоносам, му-чоносы — к бага-чоносам. Бяргяс-чоносы являются частью этнической группы шабинеров Дунду-хурула, и их родовым хурулом является данный монастырь. Шарнут-чоносы, по данным У. Э. Эрдниева, включают этнические группы шарнутов и чоносов. Арваны шарнутов: джанагихин, атагихин, джамба-шарвакин. Арваны чоносов (по преданию, они выходцы из Бага-чоносовского аймака): авганар, эмгечюд, джава-ламинхин, аджикин, байгуд. Упоминаются также среди шарнут-чоносов арваны сяядюд и ээджинкин.
Ики-чоносы включают следующие арваны: сян авганар, му авганар, хасгуд, буудршнар, яндык, адгуд, будчинар, харнуд (хануд). Бага-чоносы, включают 8 родовых групп — арванов: авганар, гончкуд, келкяд, хадаргас, харнуд, ходжгрмуд, шарнуд, шаджнахн, по данным У. Э. Эрдниева — также хазгуд, шарнахин, марлахин. Выделяют среди бага-чоносов также пришлый арван ики-бухусов.
Согласно народному преданию, к чоносам относились бембядяхины, входившие в Область Войска Донского. Часть чоносов встречается и среди уральских калмыков, переселившихся в начале 20-х гг. в Большедербетовский улус. Чоносы среди калмыков являются дербетами по говору, обычаям и традициям.